# Almond (Firth of Forth)
Der Almond ist ein Fluss in Schottland. Er entspringt unweit von Shotts in North Lanarkshire, um nach rund 47 km bei Cramond in den Firth of Forth zu münden.

## Verlauf
Der Almond entspringt nördlich von Shotts im Osten North Lanarkshires. Er fließt zunächst nach Osten ab, passiert Hartfield, wo er nach West Lothian übertritt. Der Almond fließt fortan in vornehmlich nordöstlicher Richtung ab und tangiert die Kleinstädte Whitburn und Blackburn. Jenseits von Livingston bildet er die Grenze zwischen den benachbarten Council Areas West Lothian und Edinburgh. Zwischen Newbridge und seiner Mündung bei Cramond verläuft der Almond dann ausschließlich in der City of Edinburgh. Er passiert den Flughafen Edinburgh an dessen Nordseite und mündet schließlich bei Cramond in den Firth of Forth, einen Arm der Nordsee. Zwischen Quelle und Mündung legt er 47,1 Kilometer zurück.

### Zuflüsse
Entlang seines Laufs münden zahlreiche Bäche in den Almond. Zu den wesentlichen Zuflüssen zählen (Ordnung ab Quelle) der How Burn (von links), der Foulshiels Burn (von rechts), das Breich Water (r), der Killandean Burn (r) und das Linhouse Water (r). Das Linhouse Water ist Abfluss des Crosswood Reservoir in den Pentland Hills, das zur Wasserversorgung Edinburghs eingerichtet wurde.

## Geschichte
Im 18. Jahrhundert verunreinigten die Abwässer der Bleichereien angesiedelter Flachsmühlen den Almond. Im 19. und 20. Jahrhundert kamen dann die Abwässer des Kohle- und Ölschieferabbaus und schließlich die der neuangesiedelten Industrieanlagen hinzu. In der Folge zählte der Almond zu den am stärksten verschmutzten Flüsse Schottlands. Im späten 20. Jahrhundert wurden Maßnahmen zur Verbesserung seiner Wasserqualität initiiert. Noch bis 2015 wurde die Wasserqualität des Almonds auf seinen sämtlichen Abschnitten als „schlecht“ bewertet. Des Weiteren ist sein Wasser als kalkhaltig und folglich als alkalisch eingestuft.

## Umgebung
Entlang seines Laufs überspannen zahlreich Brücken und untergeordnete Straßen den Almond. Bei Whitburn unterquert er zweimal die M8 sowie die A706 und die A801. Nach der Querung der A705 am Südrand von Blackburn überspannt die denkmalgeschützte Blackburn Village Bridge. In Livingston überspannen die Livingston Bridge, die Howden Bridge und die A899 auf einer modernen Brücke den Fluss. Jenseits von Livingston überspannt der Mineral Railway Viaduct, dann bei East Calder der Almondell Aqueduct, eine Kanalbrücke zur Versorgung des Union Canals, und die Almondell Bridge den Fluss. Südöstlich von Broxburn ist der Union Canal selbst auf dem segmentbogigen Almond Aqueduct selbst den Almond. Zwischen der erneuten Querung der M8 und dann der M9 überspannt seit 1849 der Birdmill Railway Viaduct als Teil der Bahnstrecke zwischen Edinburgh und Bathgate den Fluss. Ein kürzes Stück flussabwärts folgt dann der Almond Valley Viaduct als Teil der Bahnstrecke zwischen Edinburgh und Glasgow. Die Newbridge Bridge bei Newbridge führte einst die A89 über den Fluss. Heute wird jedoch ein nahegelegener Brückenneubau genutzt. Die Maitland’s Bridge bei Kirkliston stammt aus dem späten 19. Jahrhundert. Bei Cramond überspannt eine Zierbrücke in den Lustgärten von Craigie Hall den Fluss. Jenseits der Querung der A90 überspannt schließlich die Cramond Old Bridge den Almond. An der Mündung in den Firth of Forth finden sich die Reste eines römischen Forts. Sie sind ebenso als Bodendenkmal geschützt wie die Verteidigungsanlagen des Ersten und Zweiten Weltkriegs auf den Cramond Island im Mündungsbereich.